# Unterseeboot 141 (1940)
Pour les articles homonymes, voir Unterseeboot 141.
L' Unterseeboot 141 ou U-141 est un sous-marin allemand (U-Boot) de type II.D utilisé par la Kriegsmarine pendant la Seconde Guerre mondiale.
Comme les sous-marins de type II étaient trop petits pour des missions de combat dans l'océan Atlantique, il a été affecté principalement dans la Mer du Nord et la surveillance côtière.

## Historique
Mis en service le 21 août 1940, l'U-141 a servi comme sous-marin d'entrainement et de navire-école pour les équipages d'abord au sein de la 1. Unterseebootsflottille à Kiel.
Le 1er mai 1941, l'U-141 devient opérationnel dans la 3. Unterseebootsflottille à Kiel.
Il quitte le 13 avril 1941 le port de Kiel sous les ordres du Oberleutnant zur See Philipp Schüler et rejoint Bergen le 17 avril 1941.
Il réalise sa première patrouille en quittant Bergen le 29 avril 1941 pour rejoindre la base sous-marine de Lorient qu'il atteint le 11 mai 1941, soit après 13 jours en mer.
Cette patrouille est écourtée, car le 5 mai 1941, le sous-marin U-141 est attaqué par un bombardier britannique Lockheed Hudson (RAF Squadron 269), à environ 50 miles derrière le convoi OB-318. Les dommages causés par les trois charges de profondeur ont forcé l'U-boat à annuler une partie de sa mission. Un avion Armstrong Whitworth Whitley, et les destroyers britanniques HMS Electra (H 27) et HMS Escapade (H 17) ont été dirigés vers la zone d'attaque, mais ils n'ont pas pu détecter l'U-Boot.
Sa deuxième patrouille débute le 31 mai 1941 pour une période de 27 jours le ramenant à Lorient le 26 juin 1941 coulant 1 navire de 1 277 tonneaux.
Sa troisième patrouille est du 14 juillet au 1er août 1941, soit 19 jours en mer avec un score de 1 navire coulé de 5 106 tonneaux et 1 endommagé de 5 133 tonneaux.
Sa quatrième et dernière patrouille, du 21 août au 18 septembre, soit 29 jours en mer mène l'U-141 de Lorient à Kiel, en coulant au passage un navire de 418 tonneaux.
Il quitte le service active le 1er octobre 1941 et ne sert plus qu'à la formation des sous-mariniers jusqu'à la fin de la guerre au sein de la 21. Unterseebootsflottille à Pillau puis à partir du 2 mai 1945 dans la 31. Unterseebootsflottille à Wilhelmshaven.
Le 2 mai 1945, la fin de la guerre se faisant sentir et pour répondre aux ordres de l'amiral Karl Dönitz pour l'Opération Regenbogen, l'U-141 est sabordé dans la Raederschleuse (écluse Raeder, entrée ouest du port) à Wilhelmshaven, à la position géographique de 53° 31′ N, 8° 10′ E.
Après guerre, l'U-141 est renfloué et démoli.

## Affectations
- 1. Unterseebootsflottille à Kiel du 21 août au 23 octobre 1940 (entrainement)
- 3. Unterseebootsflottille à Kiel du 1er mai au 30 septembre 1941 (service active)
- 21. Unterseebootsflottille à Pillau du 1er octobre 1941 au 1er mars 1945 (navire-école)
- 31. Unterseebootsflottille à Wilhelmshaven du 1er mars au 2 mai 1945 (entrainement)

## Commandements
- Oberleutnant zur See Heinz-Otto Schultze du 21 août 1940 au 30 mars 1941
- Oberleutnant zur See Philipp Schüler du 31 mars au 29 novembre 1941
- Oberleutnant zur See Jürgen Krüger du 30 novembre 1941 au 15 juin 1942
- Oberleutnant zur See Günther Möller du 16 juin 1942 au 15 février 1943
- Dietrich Rauch du 16 février au 28 juillet 1943
- Oberleutnant zur See Bernhard Luttmann du 29 juillet 1943 au 6 novembre 1944
- Oberleutnant zur See Heinrich-Dietrich Hoffmann du 7 novembre 1944 au 2 mai 1945

Nota: Les noms de commandants sans indication de grade signifie que leur grade n'est pas connu avec certitude à notre époque (2013) à la date de la prise de commandement.

## Patrouilles
|       | Commandant            | Départ          | Départ  | Arrivée           | Arrivée | Jours    | Succès   |
| ----- | --------------------- | --------------- | ------- | ----------------- | ------- | -------- | -------- |
|       | Oblt. Philipp Schüler | 13 avril 1941   | Kiel    | 17 avril 1941     | Bergen  | 5 jours  |          |
| 1     | Oblt. Philipp Schüler | 29 avril 1941   | Bergen  | 11 mai 1941       | Kiel    | 13 jours |          |
| 2     | Oblt. Philipp Schüler | 31 mai 1941     | Lorient | 26 juin 1941      | Lorient | 27 jours | 1 277    |
| 3     | Oblt. Philipp Schüler | 14 juillet 1941 | Lorient | 1er août 1941     | Lorient | 19 jours | 10 239   |
| 4     | Oblt. Philipp Schüler | 21 août 1941    | Kiel    | 18 septembre 1941 | Kiel    | 29 jours | 418      |
| Total | Total                 | Total           | Total   | Total             | Total   | 88 jours | 11 934 t |

Note : Oblt. = Oberleutnant zur See

## Navires coulés
L'Unterseeboot 141 a coulé 4 navires marchands ennemis pour un total de 6 801 tonneaux et endommagé 1 navire marchand de 5 133 tonneaux au cours des 4 patrouilles (88 jours en mer) qu'il effectua.
| Date             | Nom           | Nationalité     | Tonnage (GRT) | Fait      |
| ---------------- | ------------- | --------------- | ------------- | --------- |
| 22 juin 1941     | Calabria      | Suède           | 1 277         | Coulé     |
| 26 juillet 1941  | Atlantic City | Grande-Bretagne | 5 133         | Endommagé |
| 26 juillet 1941  | Botney        | Grande-Bretagne | 5 106         | Coulé     |
| 5 septembre 1941 | Jarlinn       | Islande         | 190           | Coulé     |
| 6 septembre 1941 | King Erik     | Grande-Bretagne | 228           | Coulé     |

### Sources
- (en) Cet article est partiellement ou en totalité issu de l’article de Wikipédia en anglais intitulé « German submarine U-141 (1940) » (voir la liste des auteurs).